# Ergosterol
Ergosterol (ergosta-5,7,22-trien-3β-ol), en sterol, är en biologisk föregångare (ett provitamin) till vitamin D2.  Det blir till viosterol av ultraviolett ljus, och omvandlas sedan till ergocalciferol, som är en form av vitamin D.